# Georg Weber (Schauspieler, 1842)
Georg Weber (9. Oktober 1842 in Darmstadt, Großherzogtum Hessen – 1. August 1899 in Luzern, Schweiz) war ein deutscher Theaterschauspieler und Opernsänger (Bass).

## Leben
Webers Karriere wurde als Choreleve am Hoftheater Darmstadt angestellt und 1860 vertraglich verpflichtet. Großherzog Ludwig III. interessierte sich für den jungen Mann und bewilligte ihm ein Stipendium auf die Dauer von drei Jahren, während welcher Weber eingehendere Gesangsstudien machen konnte. Bis 1875 blieb er in Darmstadt, zum 1. Juni 1875 ging er an das Stadttheater Frankfurt. Anfangs wurde er nur im Schauspiel verwendet, doch später fand er dort auch reichliche Beschäftigung in der Oper. Nicht nur in Spielopern, sondern auch in Wagners Musikdramen war Weber eine Stütze des Ensembles. Auch als Konzertsänger trat er häufig hervor. Der Künstler feierte am 1. Juni 1899 den Jahrestag seines 25-jährigen Wirkens in Leipzig und seiner 40-jährigen Wirksamkeit an der Bühne überhaupt. Weber war Mitglied der Frankfurt Freimaurerloge Sokrates zur Standhaftigkeit.
Er starb auf einer Ferienreise in Luzern.